# Dünner Mann, 3. Fall
Dünner Mann, 3. Fall (Alternativtitel: Noch ein dünner Mann) ist eine US-amerikanische Krimikomödie von W. S. Van Dyke aus dem Jahr 1939. Es ist der dritte Teil der Dünnen-Mann-Filmreihe, die nach Motiven von Werken Dashiell Hammetts entstand und sechs Filme umfasst. Dem dritten Teil liegt die Erzählung The Farewall Murder zugrunde.

## Handlung
Nick und Nora Charles sind seit fast einem Jahr Eltern des kleinen Nicki. Nach einer Reise quer durch die USA über Boston wollen sie eigentlich nur einen ruhigen Hotel-Aufenthalt verbringen, werden jedoch von Noras Onkel, Colonel MacFay, über das Wochenende nach Long Island eingeladen. Während Nick vermutet, dass der Colonel mal wieder seine Steuererklärung gemacht haben will, ist die Lage in Wirklichkeit ernster. Der Colonel lebt seit einiger Zeit in ständiger Angst vor seinem früheren Mitarbeiter Phil Church. Dieser musste wegen illegaler Machenschaften des Colonels ins Gefängnis und will nun eine hohe Abfindung für die ihm widerfahrene Ungerechtigkeit, die der Colonel nicht zu zahlen gedenkt. Nun droht Phil mit der Ermordung des Colonels.
Noch in der ersten Nacht ihres Aufenthalts in der Villa des Colonel überschlagen sich die Ereignisse: Der Hund von MacFays Adoptivtochter Lois wird ermordet, die Kabinen beim Swimming Pool stehen plötzlich in Flammen und schließlich wird tatsächlich der Colonel erschossen. Auf der Suche nach der Tatwaffe, die Asta plötzlich als Spielzeug für sich entdeckt, wird Nick von der panischen Lois aufgesucht, die sich von ihrem Verlobten Dudley Horn verfolgt sieht, der auf Nick schießt. Die gerufene Polizei erschießt Dudley in Notwehr.
Der nächste Morgen bringt großes Zeitungsinteresse am Fall und Besuche des untersuchenden Staatsanwaltes Van Slack bei Nick. Der beginnt mit Nachforschungen, hat er doch in der Nacht vor der Ermordung des Colonels Phil aufgesucht, der mit seiner Freundin Smitty und dem zwielichtigen Dum-Dum in einer nahe gelegenen Villa lebt und dabei von „Diamond Back“ Vogel beschattet wurde. Dieser gab sich wiederum Nick gegenüber als Polizist aus. Die New Yorker Polizei findet Smitty in der Stadt, obwohl sie wie auch Phil und Dum-Dum am Vortag angegeben hatte, nach Kuba gehen zu wollen. Der Besuch von Polizei und Nick bei ihr führt zu einer Prügelei zwischen Smitty und dem eintreffenden Vogel und bringt ein Zigarettenbriefchen des West Indies Clubs zutage, das Nick in Phils Mantel findet den dieser bei Smitty zurückließ. Im Club trifft er auf seine Frau, Dum-Dum und einen Freund Phils, der allzu eifrig erklärt, dass Phil mit einer gewissen Linda Mills zusammen sei und den gestrigen Abend im Club war, daher also keinen Mord habe begehen können. Noch während seiner Erklärung wird er von Dum-Dum niedergeschlagen und im Club bricht Chaos aus.
Nick begibt sich zur Wohnung von Linda, wo er ein Schussloch in der Wand und Brandspuren auf dem Teppich entdeckt. Kurze Zeit später wird er fast von zwei zwielichtigen Männern erschossen, doch die Polizei ist rechtzeitig zur Stelle. Später im Hotel kommt es zu einer kleinen Baby-Party, die frühere von Nick überführte Häftlinge mit ihren Babys für Nicki geben, feiert der doch seinen ersten Geburtstag. Ein schwerer Junge kommt sogar mit Leihbaby, das er vorsorglich schon einmal mit Bier gefüttert hat. Die Party wird abrupt unterbrochen, als Phil auftaucht. Er kündigt an, Nick werde bald tot sein, sollte er nicht verschwinden. Kurze Zeit später wird Phil erschossen und die ehemaligen Verbrecher stürmen aus Angst vor der Polizei mit ihren Babys aus der Hotelwohnung.
Schließlich kommt es zur Versammlung der Verdächtigen im Hotel. Nick führt vor, wie eine Pistole innerhalb von fünf Minuten losgehen kann, ohne dass der Hahn von einer Person bewegt wird. Es stellt sich heraus, dass der Trick bereits in Lindas Appartement geprobt wurde, wodurch die Brandspuren auf dem Boden entstanden sind. Wer auch immer den Colonel ermordet hat, konnte sich so ein Alibi verschaffen. Die einzige, die dies ausgenutzt hat, war seine Adoptivtochter Lois alias Linda.
Lois war mit Phil zusammen, der den Mordverdacht auf sich lenken wollte. Da er ein wasserdichtes Alibi hatte, was jedoch nur seinem Freund in der Bar bekannt war, hätte er im Falle einer Anklage wegen Mordes anschließend seine Unschuld beweisen können. Da wiederum niemand für einen Mord zwei Mal bestraft werden kann, wäre er als Organisator des Verbrechens schließlich straffrei ausgegangen. Lois wiederum setzte die Pläne von Phil um. Ihr Hund wurde von Phil getötet; und gab keinen Laut von sich, da er Phil kannte. Der Hundemord wiederum lenkte von Lois’ Mittäterschaft ab. Dudley ahnte, dass Lois den Colonel ermordete, und wollte sie schützen. Dafür wäre ihm sogar ein Mord an Nick recht gewesen. Lois, die befürchtete, dass Dudley sie an Nick verraten könnte, spekulierte darauf, dass der panische Dudley von Nick oder den Polizisten in Notwehr erschossen werden würde. Ihren Vater ermordete sie, weil sie schneller an die Erbschaft herankommen wollte, um ihr Doppelleben als Linda und als Lois endlich aufgeben zu können und nicht mehr heimlich aus dem Haus auf Partys schleichen zu müssen. Phil wiederum musste sterben, weil er nach dem Tod des Colonels in Smitty eine neue Geliebte gefunden hatte und Lois seitdem mit seinem Wissen erpresste.
Lois versucht einen letzten Coup: Der bei der Flucht der Väter mit ihren Kindern zurückgebliebene Säugling ist nicht Nicki, sondern ein anderes Kind. Sie verspricht, Nicki freizugeben, sollte sie frei gehen können. Doch noch bevor Nick auf diesen Vorschlag eingehen kann, erscheint die aufgebrachte Mutter des vertauschten Kindes mit Nicki, um ihr eigenes Kind zurückzuholen. Es hat sich nicht um eine Entführung, sondern nur um eine Verwechslung des Leihvaters gehandelt, der zerknirscht ist. Lois wird verhaftet und Nick und Nora sind froh, das als Entspannung gedachte Wochenende endlich überstanden zu haben.

## Produktion
Der Film wurde in Kalifornien gedreht und hatte am 17. November 1939 Premiere. Es war der achte von 14 Filmen, in denen Myrna Loy und William Powell zusammen vor der Kamera standen. Die deutsche TV-Erstaufführung lief am 30. Juni 1969 im ZDF.

## Kritiken
Für das Lexikon des Internationalen Films war Dünner Mann, 3. Teil ein „weniger origineller, aber immer noch hübsch-unterhaltsamer Fortsetzungsfilm“.
Der Evangelische Film-Beobachter zog folgendes Fazit: „Solide Hollywood-Vorkriegsarbeit, aber nur in handwerklicher Hinsicht. Insgesamt uninteressant, da geschwätzig statt spannend, von der Milieuzeichnung hoffnungslos überholt und trotz vieler Witzeleien witzlos.“

## Dünner Mann (Filmserie)
- Teil 1: Mordsache dünner Mann
- Teil 2: Nach dem dünnen Mann
- Teil 3: Noch ein dünner Mann
- Teil 4: Der Schatten des dünnen Mannes
- Teil 5: Der dünne Mann kehrt heim
- Teil 6: Das Lied vom dünnen Mann